# ライオット・イン・ラゴス
ライオット・イン・ラゴス（Riot In Lagos）は坂本龍一の楽曲。1980年にリリースされたアルバム『B-2ユニット』に収録。イギリスとドイツでシングルカットされた。　

## 解説
- エンジニアにはイギリスのレゲエ・アーティスト、デニス・ボーヴェルを起用し[1]、ロンドンにあるスタジオ「80スタジオ」で録音が行われた[4]。80スタジオは完成して間もなかったため、一部の機材はアビーロード・スタジオから借用したものであった[4]。坂本龍一は、来日していたビッグ・オーディオ・ダイナマイトのドン・レッツにデニス・ボーヴェルへの仲介を託しエンジニアの依頼を成立させた[5]。
- ABのワン・コードによるシンプルな楽曲構成ながら、細野晴臣に「奇跡的な出来」であると感心された。細野が気に入っていたことと、イエロー・マジック・オーケストラの求めていた理想の楽曲であったことから、YMOのワールド・ツアー「FROM TOKIO TO TOKYO」（1980年）にオープニング曲として選ばれた。[6]
- 細野は「単に曲というよりも、音の構造も含めた『作品』としてすごいと思った。当時の微妙なエスニック感覚が入っていて、絶妙のバランスだった」「もう一回ああいうビートものに挑戦してもらいたい」というコメントも残している[7]。
- かつてアフリカ・バンバータによって、頻繁にDJプレイされていたことから[8]、マントロニクス[9]等、ヒップホップ・アーティストへの影響力と知名度は高い。また、DJ向けのコンピレーション・アルバム『Rewind!3』[10]やワープ・レコーズからリリースされたプラッドの『Plaid Remixes - Parts In The Post』[11]にリミックス・バージョンが収録されている。
- 2004年にリリースされた坂本のアルバム『/04』[12]では、8台のピアノ演奏を多重録音し再度編曲されたバージョンを聴くことができる。細野と高橋幸宏の音楽ユニット、スケッチ・ショウに坂本が加わったヒューマン・オーディオ・スポンジのライヴでは度々演奏されている[13]。

## 収録アルバム
- 坂本龍一『B-2ユニット』（1980年）
- YMO『ライヴ・アット・武道館1980』（1993年）
- YMO『ワールド・ツアー1980』（1996年） - ロンドンのハマースミス・オデオン・シアター公演より
- 坂本龍一『グルッポ・ムジカーレII』（1993年）
- 坂本龍一『US』（2003年）
- 坂本龍一『/04』（2004年）
- YMO『EUYMO -YELLOW MAGIC ORCHESTRA LIVE IN LONDON+GIJON 2008-』（2008年）
- YMO『NEUE TANZ』（2018年） - 砂原良徳リマスタリング